# Герб Шпаковского муниципального округа
Герб Шпаковского муниципального округа Ставропольского края Российской Федерации — опознавательно-правовой знак, составленный и употребляемый в соответствии с правилами геральдики, служащий одним из официальных символов муниципального образования.
Первоначально был утверждён решением Совета Шпаковского муниципального района от 24 апреля 2009 г. № 123 как герб Шпаковского муниципального района и 17 декабря 2010 года внесён в Государственный геральдический регистр РФ под номером 6585.
Решением Думы Шпаковского муниципального округа от 26 мая 2021 г. № 162 переутверждён как герб округа. 6 июля 2021 года зарегистрирован в Государственном геральдическом регистре с сохранением регистрационного номера.

## Описание и обоснование символики
Геральдическое описание герба (блазон) гласит:

В лазоревом поле щита серебряный вилообразный крест, поверх всего — стоящий Святой Архангел Михаил естественных цветов, с пурпурными крыльями, золотым нимбом, в лазоревом одеянии, червлёном, с золотой застёжкой, плаще, в червлёной обуви, вооружённый золотыми, в левой руке — щитом, в правой — мечом.
— Решение Думы Шпаковского муниципального округа Ставропольского края от 26 мая 2021 г. № 162
Герб округа является «гласным» («говорящим»), поскольку прямо указывает на историческое название Михайловского района, территория которого ныне входит в состав округа. Принцип «гласности» связан с одним из классических способов создания герба — принятием изображения, перекликающегося с названием или именем обладателя герба.
На гербе изображён Святой Архангел Михаил — вождь небесного воинства, небесный покровитель. Серебряный вилообразный крест символизирует историческую, природную и географическую уникальность муниципального округа.
Содержательную идею герба также отражают тинктуры поля щита и фигур. Золото (жёлтый цвет) является символом высшей ценности, величия, богатства, изобилия, урожая. Лазурь (синий, голубой цвет) символизирует возвышенные устремления, возрождение, благородство, искренность, мудрость, духовность, а в православии — Богородичный цвет. Серебро (белый цвет) олицетворяет совершенство, целомудрие, открытость, взаимопонимание. Червлень (красный цвет) означает власть, мужество, жизнеутверждающую силу, великодушие, любовь и красоту. Пурпур (пурпурный цвет) является знаком высшего достоинства, силы, могущества, благочестия.

## История
Для создания официальной символики Шпаковского муниципального района была организована специальная рабочая группа во главе с заместителем главы района Е. Костиной. Подготовка проектов герба и флага района проводилась в соответствии с поставленной задачей — «отразить в официальных символах хотя бы одну особенность муниципального образования: исторический факт, уникальную природную, географическую, этнографическую или любую другую достопримечательность».
На основании концепции так называемого «гласного» герба, предложенной участниками рабочей группы, была разработана символика района. Её авторами стали художник-геральдист Сергей Евгеньевич Майоров, сочинивший и нарисовавший герб и флаг района, и секретарь геральдической комиссии при губернаторе Ставропольского края, директор Ставропольского государственного историко-культурного и природно-ландшафтного музея-заповедника Николай Анатольевич Охонько, который предложил идею герба.
Содержание проекта герба отражало основные исторические и физико-географические особенности Шпаковского муниципального района. Фигура Архистратига Михаила, помещённая в центр гербового щита, напоминала о том, что административным центром района является город Михайловск, основанный в 1784 году первопоселенцами, прибывшими из центральной части России, и получивший своё название в честь «вождя небесного воинства». Другая гербовая фигура — вилообразный крест — указывала на природно-географическую уникальность района, который «находится в самом центре Предкавказья и является водораздельной точкой между бассейнами Каспийского и Чёрного моря».
24 апреля 2009 года герб и флаг Шпаковского муниципального района были утверждены депутатами районного Совета.
17 декабря 2010 года, после прохождения экспертизы в Геральдическом совете при Президенте РФ, официальные символы района внесли в Государственный геральдический регистр (герб — под номером 6585, флаг — под номером 6586).
После преобразования Шпаковского муниципального района в округ решением Думы Шпаковского муниципального округа Ставропольского края от 26 мая 2021 г. № 162 в округе сохранены герб и флаг, ранее принадлежавшие району, а в Государственную герольдию направлено ходатайство о сохранении присвоенных им номеров регистрации.
6 июля 2021 года Геральдический совет при Президенте РФ своим решением подтвердил герб Шпаковского муниципального округа в Государственном геральдическом регистре.

## Использование
В соответствии с решением Совета Шпаковского муниципального района Ставропольского края от 24 апреля 2009 года № 123 герб муниципального образования мог помещаться на «стелах, указателях, знаках, обозначающих границу муниципального района при въезде на территорию муниципального района и выезде из неё».
В июле 2016 года по инициативе главы района В. Ростегаева был объявлен конкурс на лучший проект стелы, приуроченный к празднованию 81-летия со дня основания района. По замыслу организаторов этот архитектурный объект должен являться «символом Шпаковского района, объединить в себе его прошлое, настоящее и будущее, показать силу и единство его жителей». Лучшей конкурсной работой был признан проект Е. Горбовской. Разработанный по её эскизу арт-объект установили в сентябре 2016 года на въезде в район со стороны города Невинномысска. Стела выполнена в виде двух символических сердец: на одном из них изображена карта Шпаковского района, а на другом — гербы района и входивших в него поселений.